# Kinderbevrijdingsfront
Het kinderbevrijdingsfront is een anti-kindertelevisieprogramma van het KBF, gemaakt door Maxim Hartman. Het is een onderdeel van Villa Achterwerk.
Het kwam in 2003 voor het eerst op televisie.